# Лаборатория Фантастики
«Лаборатория Фантастики» (сокр. «Фантлаб») — библиографический сайт Рунета, посвящённый фантастической литературе в самой широкой трактовке, а также «пограничным» жанрам, таким как магический реализм, литература ужасов, готическая проза и т. п. Представляет собой клуб любителей фантастической литературы, который содержит описания фантастической литературы, позволяет обмениваться мнениями о прочитанных книгах в виде оценок и комментариев и получать персональные рекомендации.Также сайт предлагает посетителям широкую аналитику по авторам и произведениям в виде визуализации данных, статистики и NLP анализа.
Сайт был информационным партнёром в научно-литературных чтениях имени Александра Беляева. Выступает в качестве партнёра фантастических конкурсов и фестивалей.

## Характеристика
Изначально деятельность сайта была ограничена только фантастикой (в широком смысле, включая «внежанровую», общелитературную фантастику). В настоящее время на сайте также размещаются библиографии писателей, не писавших фантастику ни в каком виде, видимость таких авторов для посетителей Фантлаба регулируется в пользовательском профиле.
«Фантлаб» является некоммерческим сайтом — на нём отсутствуют дополнительные платные услуги. Работа на сайте выполняется энтузиастами. В отношении информационной базы данных главная концепция «Фантлаба» — это полнота и достоверность сведений. Библиографии авторов составляются только полные, включая и не фантастические произведения писателей. Достоверность сведений по изданиям проверяется посетителями сайта.
«Лаборатория Фантастики» работает исключительно в рамках законодательства России и не является пиратской или какой-либо другой библиотекой: отдельные тексты, которые доступны на сайте, выложены исключительно с прямого разрешения авторов. «Фантлаб» не поддерживает электронное пиратство: в форуме и авторских колонках «Лаборатории Фантастики» запрещены любые ссылки на пиратские библиотеки; на сайте отсутствует пиратский контент. Проект является нейтральной площадкой, где каждый посетитель вправе высказать своё мнение: администрация никого не ограничивает в выражении собственных мыслей, до тех пор, пока сообщения «фанталабовцев» не нарушают законы России и регламент сайта. Он всегда открыт для сотрудничества: в случае возникновения любых спорных или конфликтных ситуаций следует связаться с администрацией сайта.
В октябре 2022 года открылось официальное зеркало сайта на домене fantlab.org.

## Направления деятельности
Деятельность «Фантлаба» в значительной мере определяются целями проекта, определяемыми администрацией сайта и включают создание/публикацию:
- максимально полных и достоверных библиографий авторов-фантастов;
- рейтингов книг и авторов на основании голосования посетителей, отзывы;
- личностно-ориентированных рекомендации;
- жанровой классификации произведений;
- планов издательств, слухи и сплетни;
- наград и премии;
- форума;
- авторских колонок.

### Система рекомендаций
На «Фантлабе» действует система рекомендации новых книг, работающая по принципу коллаборативной фильтрации и имеющая некоторые сходства с системой рекомендации на Last.fm.
Каждый участник «Лаборатории» может писать рецензии на книги и серии и выставлять им оценки от 1 до 10. На основании этих оценок движок сайта создаёт схему «единомышленников» и «антиподов» для каждого участника, а также подбирает произведения, интересные именно этому конкретному посетителю. Единомышленниками называются те, чьи оценки в основном совпадают с оценками данного пользователя, а антиподами — те, чьи оценки тех же произведений резко отличаются.
Любой пользователь может запросить у движка сайта рекомендацию, основанную на оценках его единомышленников. Он может также регулировать жанр, новизну рекомендуемых книг и параметр отечественные/зарубежные.

### Жанровый классификатор
Продвинутые пользователи «Фантлаба» имеют доступ к жанровому классификатору. Для любого художественного произведения они могут указать, к какому жанру они его причисляют, а также задать дополнительные уточняющие характеристики. Наиболее популярные результаты отображаются на странице произведения.
Логически классификатор делится на подгруппы:
- Жанр/поджанр + общая характеристика

Данная подгруппа позволяет задать самые общие параметры произведения. Из списка жанров выбирается один или несколько подходящих (фантастика, фэнтези, детектив, исторический роман и т. д.), затем для каждого выбранного жанра можно указать один или несколько поджанров. Например, для жанра «фэнтези» поджанрами являются «эпическое фэнтези», «героическое фэнтези», «технофэнтези» и т. д. Список общих характеристик позволяет уточнить тип произведения: приключенческое, юмористическое, философское и т. п.
- Место + время действия

Параметры данной подгруппы уточняют, где именно (Земля, другие планеты, параллельные миры и т. п.) и в какой исторический период (от каменного века до далёкого будущего) происходят события произведения. Если местом действия является другая планета, время действия указывает на аналогичный исторический период Земли.
- Прочие характеристики
  - Сюжетные ходы (прилагается список типичных сюжетных ходов);
  - Линейность сюжета (наличие сюжетных развилок);
  - Возраст читателя (для детей, для подростков, для взрослых, без ограничений).

### Рейтинги книг и авторов
На основании оценок зарегистрированных посетителей на сайте формируются рейтинги авторов-фантастов и отдельных произведений. Последние выбираются по жанровому классификатору: фантастика, фэнтези, мистика и магический реализм. Во избежание недобросовестного изменения рейтинга отдельным автором, в расчёте рейтинга учитываются оценки только посетителей с рангом не ниже «Активист», то есть зарегистрировавшиеся новички сразу же не могут повлиять на рейтинг.
Также на сайте регулярно выбираются лучшие книги года в разных номинациях.

### Авторские колонки
На сайте существует система «авторской колонки» — нечто среднее между блогом и подборкой статей. Каждый участник может создать свою авторскую колонку. Среди авторов этих колонок есть известные писатели, критики и литературоведы, например Владимир Ларионов, Василий Владимирский и Андрей Танасейчук.

## Критика
Обозреватель журнала «Если» Аркадий Рух отметил, что качество контента портала, наполняемого по принципам Веб 2.0 не всегда отвечает элементарным требованиям и привёл несколько примеров неудачных формулировок, напоминающих школьные сочинения. Они касались как пользовательских отзывов (модерируемых постфактум, согласно правилам сайта и оценкам других пользователей), так и премодерируемых текстов сайта — пользовательских аннотаций к книгам и др.

## Премии
- 2009 — премия «Странник» (меч «Рыцарь фантастики»)[21].
- 2010 — приз «Интернет-Роскон»[22], как лучший ресурс сети Интернет, посвящённый русскоязычной фантастике.
- 2011 — премия имени Ивана Ефремова[23] «За пропаганду фантастики», вручаемая на конвенте «Аэлита».
- 2011 — ESFS Award[24], вручаемая на конвенте «Еврокон» лучшим фантастическим онлайн-журналам Европы.

## Факты
- 4 августа 2014 года была открыта библиография 2500-го автора: им стал советский писатель-сказочник Павел Бажов[25].
- 3000-ным автором, библиография которого была открыта на сайте, стал итальянский детский писатель Джанни Родари[26].